# Waldbauer
Ein Waldbauer ist, wer Wald besitzt und selbst bewirtschaftet. Waldbauern sind selbständig.
Oft werden auch Volksstämme, die hauptsächlich von der Forstwirtschaft leben, als Waldbauern bezeichnet.

## Aufgaben
Die Aufgaben des Waldbauers sind denen des Forstwirtes sehr ähnlich; allerdings ist der Waldbauer Eigentümer des Landes, das er bewirtschaftet. Der Waldbauer muss entscheiden, welcher Baum wann gefällt wird und wo welche Jungbäume gepflanzt werden. Bei seiner Arbeit muss er danach trachten, einerseits genug Geld zu verdienen und andererseits den Wald in einem ordentlichen Zustand für die Nachwelt zu erhalten. Er muss den Wald vor schädlichen Einflüssen wie Borkenkäferbefall schützen.
Weitere Aufgaben sind Buchhaltung, Büroarbeit, Wegebau, Kauf und Erhaltung der Arbeitsgeräte wie Traktor oder Motorsäge sowie im Winter das Schneeräumen. Manche Waldbauern müssen sich auch um andere Aufgabenfelder wie Tourismus, Jagd oder Viehzucht kümmern.

## Ausbildung
Es ist keine Ausbildung notwendig, um Waldbauer werden zu können. Eine fundierte Grundausbildung ist jedoch sinnvoll. Diese kann man in Deutschland durch eine staatliche Ausbildung zum Forstwirt mit dem Besuch einer Waldarbeitsschule oder einem Studium an einer Fachhochschule oder an einer der vier Forstlichen Fakultäten der Universitäten Göttingen, Freiburg im Breisgau, München/Weihenstephan oder Dresden/Tharandt erwerben.
In Österreich kann man eine Ausbildung an folgenden Schulen, Ausbildungsstätten u. ä. erwerben:
- Ausbildung zum Forstfacharbeiter (4–6 J.)
- Forstwirtschaftsmeister
- Forstwartschule Waidhofen (1 J.)
- Höhere Bundeslehranstalt für Forstwirtschaft Bruck an der Mur (5 J.) (Wenn der Waldbesitz über 1000 Hektar umfasst, ist eine Ausbildung zum Förster gesetzlich vorgeschrieben.)
- Universität für Bodenkultur Wien (Umfasst der Waldbesitz über 3600 Hektar, ist eine Ausbildung zum Forstwirt erforderlich.)
- Forstliche Ausbildungsstätten (FAST) in Gmunden und Ossiach (Für alle vorgenannten Ausbildungen sind einige Kurswochen an den FASTs erforderlich.)

## Anforderungen
- Waldbesitz
- Forstliches Basiswissen
- Wirtschaftliches Basiswissen